# ジモルホラミン
ジモルホラミン（Dimorpholamine）は、呼吸興奮薬の1つである。例えば、中枢抑制作用を持つ薬による呼吸抑制の治療の際などに使用される。

## 概要
ジモルホラミンは中枢神経系へ直接:1:9、すなわち、延髄および橋の外側網様体に存在する呼吸中枢を興奮させる生理作用を持つ薬である。したがって、ジモルホラミンを注射によって投与すると、呼吸停止状態の患者の自発呼吸の開始を誘発する。また自発呼吸が減弱した際にジモルホラミンを注射によって投与すると、呼吸回数はさして増加させないものの、1回当りの呼吸深度を増加させ、肺での換気量を増加させる。加えて、ジモルホラミンは交感神経を興奮させて血圧を上昇させ、心収縮力も増加させる:9。ただし、これらの作用は一過性であり、長時間は続かない。すなわち、1人の患者に対して日常的に汎用する薬と言うよりも、むしろ救命措置のために一時的に用いる薬である。また1日当たりの投与量にも限度が存在し、日本では200 mgから250 mgが1日での最高用量とされている:7。

## 構造・性質
ジモルホラミンは常温常圧で固体として存在するものの、吸湿性を有し、比較的水溶性も高く、水溶液はpH6から7とわずかに酸性を示す:3。なお、分子内のヘテロ原子には水素が結合しておらず、分子内には対称面を持つ。

## 効能・効果
下記の場合の呼吸障害および循環機能低下
新生児仮死、ショック、催眠剤中毒、溺水、肺炎、熱性疾患、麻酔薬使用時
新生児仮死の場合、臍帯静脈内注射後1〜2分で自発呼吸が始まる。筋肉内注射では作用発現に4〜10分程度を要する:7。

## 副作用
臨床使用では10.94パーセントの副作用が発生し（再評価時）、その内訳は咳嗽、眩暈、耳鳴、口内熱感・しびれ感、全身しびれ感（いずれも5パーセント未満）であった。
ジモルホラミンは常用量の10倍量で痙攣誘発作用を示す:12。

## 歴史
1946〜1947年に初めて合成され:1、1952年に呼吸促進・賦活作用を有することが発見されてフランスで発売された。日本では1954年11月に静注薬が、1955年11月に筋注・皮下注薬が発売された。1975年6月に再評価を受け、新生児仮死、ショック、催眠剤中毒、溺水については効果が実証されており、肺炎、熱性疾患、麻酔剤使用時についても有効であることが推定されると評価され:12、いずれも効能・効果として確定された。